# St. Anton (Garmisch-Partenkirchen)

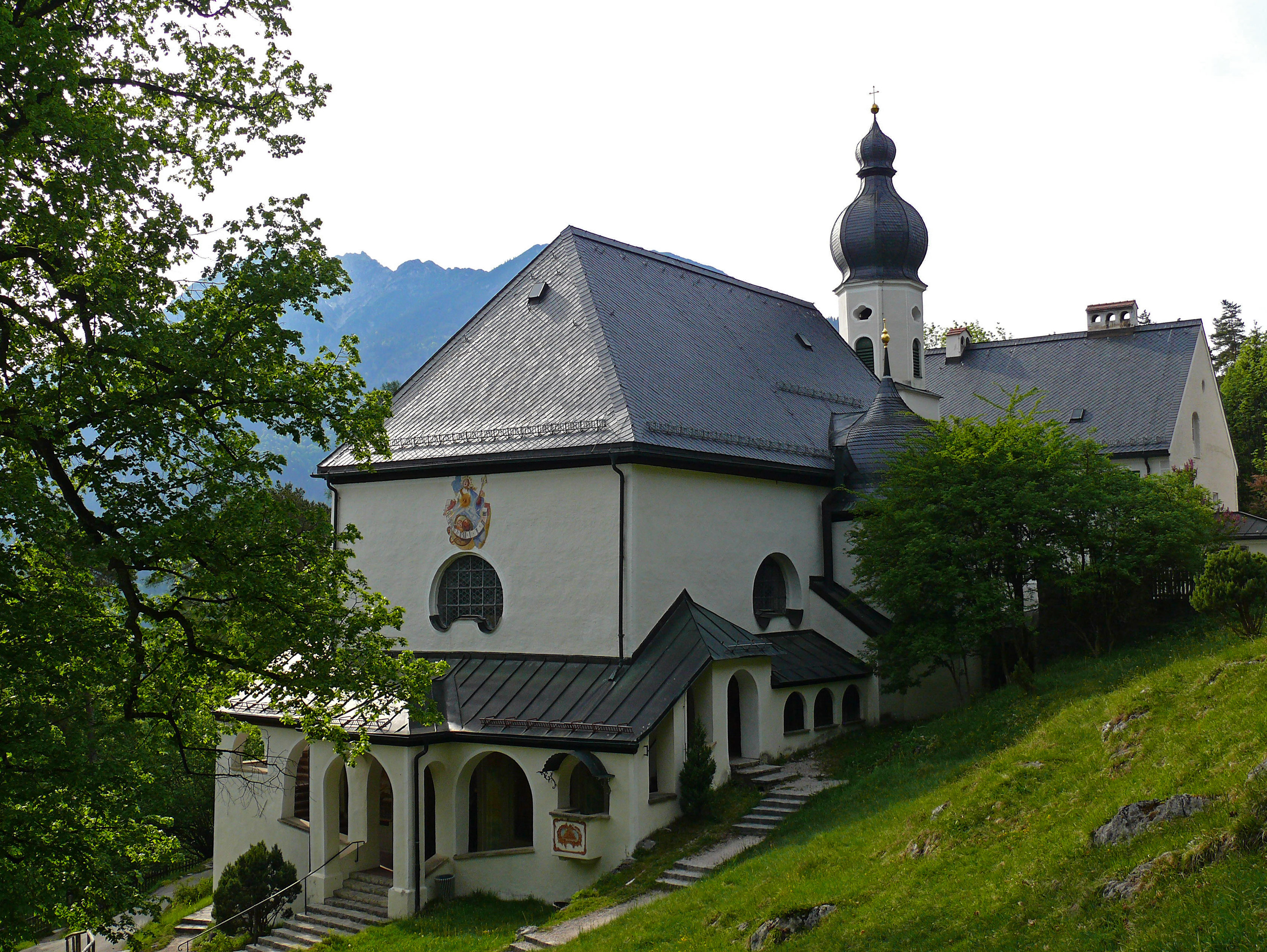
Die Wallfahrtskirche

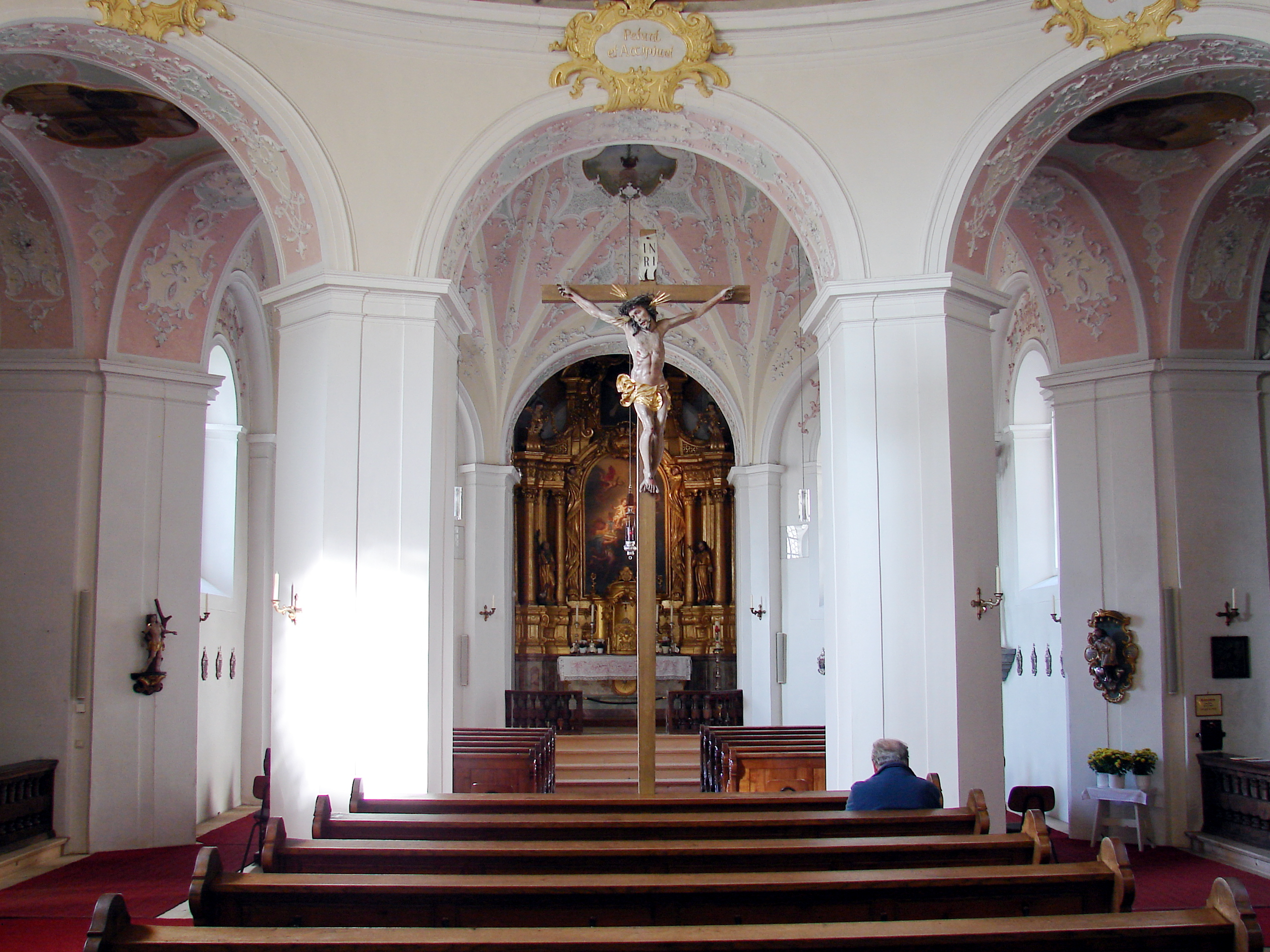
St. Anton: Innenraum

St. Anton ist eine Wallfahrtskirche oberhalb des Garmisch-Partenkirchner Ortsteil Partenkirchen. Seit 1935 ist an die Kirche ein Franziskanerkloster angeschlossen, das aktuell von zwei Brüdern bewohnt wird. Die Kirche ist dem heiligen Antonius von Padua geweiht.

## Geschichte
An der Stelle der heutigen Kirche befand sich seit dem 17. Jahrhundert eine kleine Antoniuskapelle, die von den Vettern Jakob und Johann Lidl gestiftet worden ist. Diese Kapelle wurde ab dem Jahr 1704 als Dank für die Verschonung des Ortes im Spanischen Erbfolgekrieg durch einen Neubau ersetzt, der 1708 eingeweiht wurde. Unter Pfarrer Matthias Samweber wurde die Kirche in den Jahren 1734–36 um einen ovalen Anbau erweitert. Außerdem wurde in dieser Zeit auch die Umgebung der Anlage umgestaltet. So wurden der Zwiebelturm, das Priesterhaus und eine Grotte gebaut und angelegt. Auch die Deckenfresken, die als die schönsten und wertvollsten Fresken des 18. Jahrhunderts im bayerischen Raum gelten, stammen aus dieser Zeit. Die Fresken sind das einzige erhalten gebliebene Kuppelgemälde des Südtiroler Malers Johann Evangelist Holzer. Der Entwurf für die Kirche stammt vom spätbarocken Baumeister Joseph Schmuzer aus Wessobrunn, der zuvor bereits die Pfarrkirche St. Martin in Garmisch gebaut hatte.
Das Provinzkapitel der Deutschen Franziskanerprovinz, zu der der Konvent seit 2010 gehört, beschloss im März 2019, im Zuge der Konzentration der Kräfte der Ordensprovinz, das Kloster in Garmisch neben weiteren sechs Niederlassungen zeitnah aufzugeben.

## Umgebung
Zu den Anlagen führt seit Ende des 18. Jahrhunderts ein Kreuzweg. Die Gebäude am Fuß des Wank sind über mehrere Wanderwege erreichbar.

## Denkmalschutz
Die katholische Wallfahrtskirche St. Anton steht unter Denkmalschutz und ist unter dem Aktenzeichen D-1-80-117-272 in der Denkmalliste des Bayerischen Landesamtes für Denkmalpflege erfasst. Dies gilt auch für das Franziskaner-Kloster mit Pfarrhaus und die Kreuzwegstationen zur Wallfahrtskirche (Aktenzeichen D-1-80-117-273) und die frühneuzeitlichen Funde im Bereich der Wallfahrtskirche St. Anton (Aktenzeichen D-1-8532-0026).